# Phrynium pedunculiferum
Phrynium pedunculiferum är en strimbladsväxtart som beskrevs av Ding Fang. Phrynium pedunculiferum ingår i släktet Phrynium och familjen strimbladsväxter. Inga underarter finns listade.